# Phalacrocorax carbo
Il cormorano comune (Phalacrocorax carbo Linnaeus, 1758) è un uccello acquatico della famiglia dei Falacrocoracidi diffuso in tutta l'Eurasia e l'Australasia, nonché nelle regioni nord-orientali dell'America Settentrionale e in quelle settentrionali dell'Africa.

## Descrizione

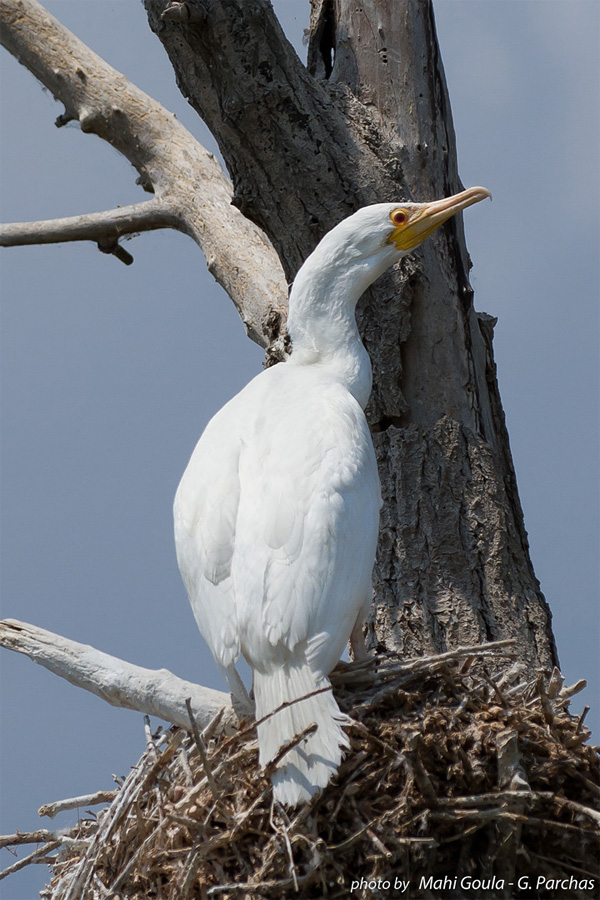
Esemplare albino sul lago Kerkini (Grecia).

### Dimensioni
Misura 80-100 cm di lunghezza, per un peso di 1810-2810 g (le femmine sono più piccole dei maschi); l'apertura alare è di 130-160 cm.

### Aspetto
Il cormorano comune, una sorta di corvo dei mari, è un uccello di grandi dimensioni, con la testa, il collo e il corpo di colore scuro e un robusto becco a forma di uncino.
Le penne delle ali, color bronzo, sono bordate di nero e creano un contrasto cromatico col resto del corpo; il piumaggio inferiore è quasi interamente nero. I maschi e le femmine adulti si distinguono dai giovani, i quali, nel primo anno di vita, hanno il ventre coperto di piume bianche che formano una grande macchia più o meno estesa. Durante il secondo anno, questa fascia bianca scompare, ma essi restano comunque riconoscibili per il colore brunastro del piumaggio, che comincia ad assomigliare a quello degli adulti solo durante il terzo anno di vita.
La muta degli adulti ha luogo due volte all'anno: da luglio (dopo la stagione della riproduzione) a dicembre per le penne della coda e, prima della nidificazione, da gennaio ad aprile per le piume della testa, del collo e del corpo.
Ben adattato all'ambiente acquatico (mare o acqua dolce) che gli fornisce la maggior parte del cibo, il cormorano gode di una buona capacità visiva sia sott'acqua sia in superficie: il suo occhio infatti è provvisto di una membrana nittitante trasparente (una terza palpebra che si sposta dall'angolo interno sull'intero occhio) che funge da maschera subacquea consentendogli una visione eccellente. Il tatto e l'odorato sono invece sensi poco sviluppati in questa specie.
Il corpo affusolato, le zampe molto arretrate e munite di larghissime membrane interdigitali gli garantiscono una grande agilità negli spostamenti sottomarini, che avvengono a volte a grandi profondità (fino a 9 metri).
Grazie a un apparato respiratorio ben sviluppato, quest'uccello può restare un minuto sott'acqua. Non vi rimane più a lungo perché l'acqua penetra all'interno del piumaggio, che è poco impermeabile: infatti la ghiandola uropigea, situata vicino al codrione, che secerne un olio (sebo) protettivo impermeabilizzante, è atrofizzata. Il cormorano è perciò costretto a effettuare lunghe soste posandosi su di un ramo, con le ali ben spiegate per far asciugare penne e piume. Tuttavia la permeabilità del piumaggio costituisce un vantaggio durante l'immersione: infatti l'aria imprigionata tra le barbe delle piume diminuisce a causa dell'umidità e quindi non sospinge più il corpo verso l'alto.
Il cormorano è un eccellente volatore, capace di coprire lunghe distanze fendendo l'aria con il collo teso. Il decollo dall'acqua è invece difficoltoso e appare goffo a causa della posizione molto arretrata delle zampe.

## Biologia
I cormorani sono uccelli estremamente sociali. Vivono insieme in colonie che, nel periodo della riproduzione, comprendono parecchie centinaia di coppie. Durante l'inverno poi la tendenza alla coabitazione si accentua ulteriormente e gli uccelli si raggruppano a migliaia lungo i fiumi o sulle grandi distese di acqua ricavandone parecchi vantaggi: maggiore redditività nella pesca, rinforzo della coesione dei gruppi e sollecitazione dei comportamenti nuziali.
Di notte i cormorani si riuniscono a centinaia o a migliaia nei luoghi di riposo, i dormitori, costituiti dai grandi alberi che costeggiano i fiumi, formando «grappoli» di uccelli che vi si posano a partire dal tramonto fino a notte fonda. Di questo soggiorno resta, alla fine dell'inverno, una traccia ben visibile: la crosta biancastra costituita dalle deiezioni degli uccelli. I cormorani svernano in genere sempre negli stessi luoghi e spesso anche sullo stesso albero, come ha potuto constatare in Vandea l'ornitologo francese Pierre Yesou. Nei Paesi Bassi, i ricercatori Eerden e Zijlstra hanno rilevato che nei dormitori esiste una gerarchia: i maschi adulti hanno una supremazia sulle femmine e sui giovani che non hanno ancora raggiunto la maturità sessuale. Le zone di riposo vengono scelte in base alla sicurezza e alla quiete che esse garantiscono agli uccelli: quando si sentono tranquilli e ben protetti, i cormorani danno inizio alle parate nuziali.
Grazie alle ali possenti, i cormorani possono compiere ogni giorno spostamenti di parecchie decine di chilometri per raggiungere le zone di alimentazione o i luoghi di riposo e di accoppiamento. Durante il tragitto, gli stormi si dispongono in una formazione a cuneo che ne facilita il volo: un uccello si pone alla testa del gruppo cosicché gli altri possono avanzare nella sua scia compiendo uno sforzo minore. Il ruolo di «guida» viene assunto a turno e con regolarità da altri esemplari. Passata la stagione della riproduzione, quasi tutta la colonia si mette in viaggio verso il Sud: compirà un volo lungo parecchie centinaia di chilometri (anche 2000) per poter raggiungere le zone di svernamento adatte. La maggior parte dei cormorani che svernano in Italia proviene dalle colonie danesi, olandesi e tedesche.

### Alimentazione

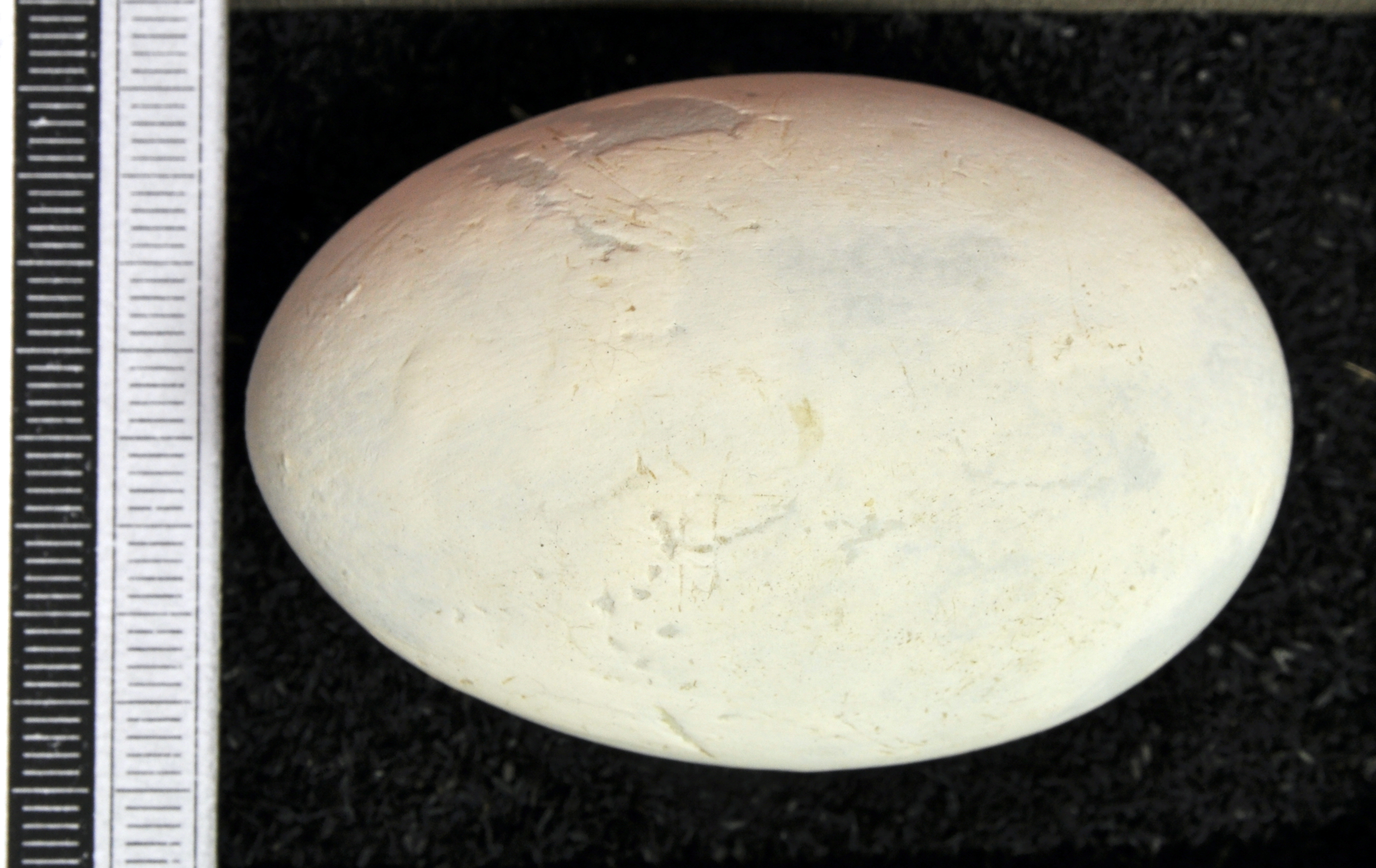
Uovo al Museo di Wiesbaden.

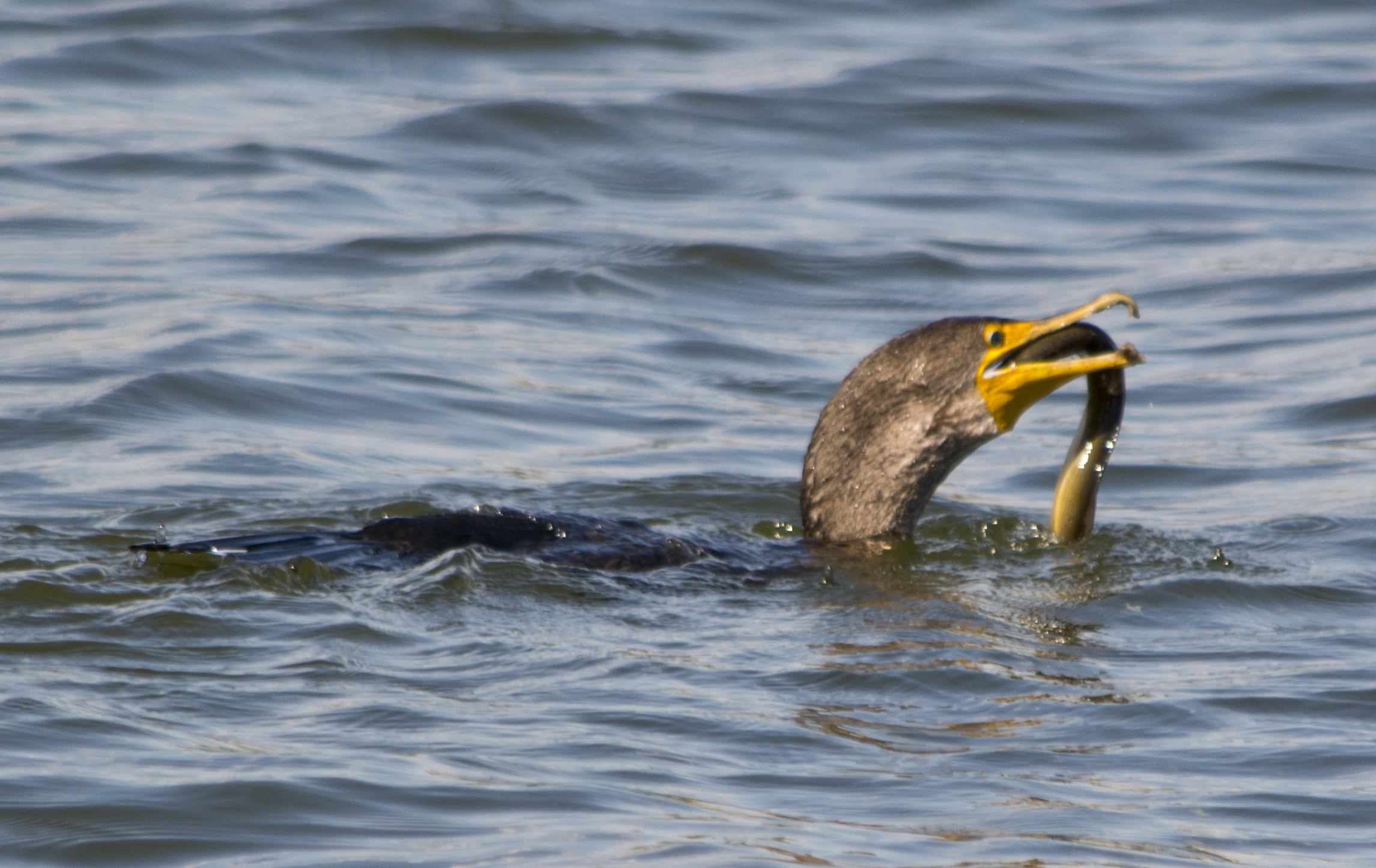
Un esemplare ingoia un'anguilla appena catturata.

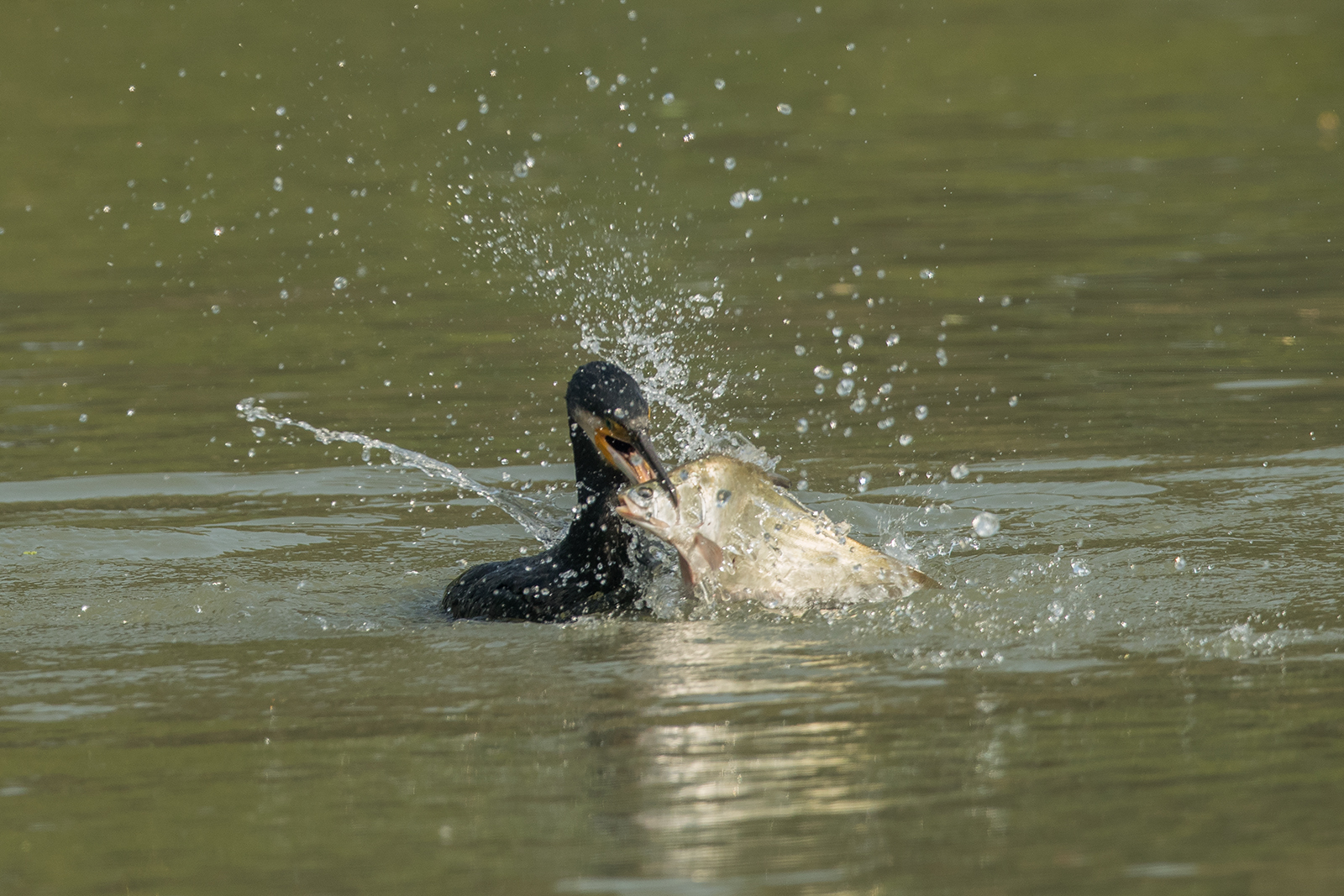
Un esemplare con un Notopterus notopterus nel Parco Nazionale di Keoladeo (India).

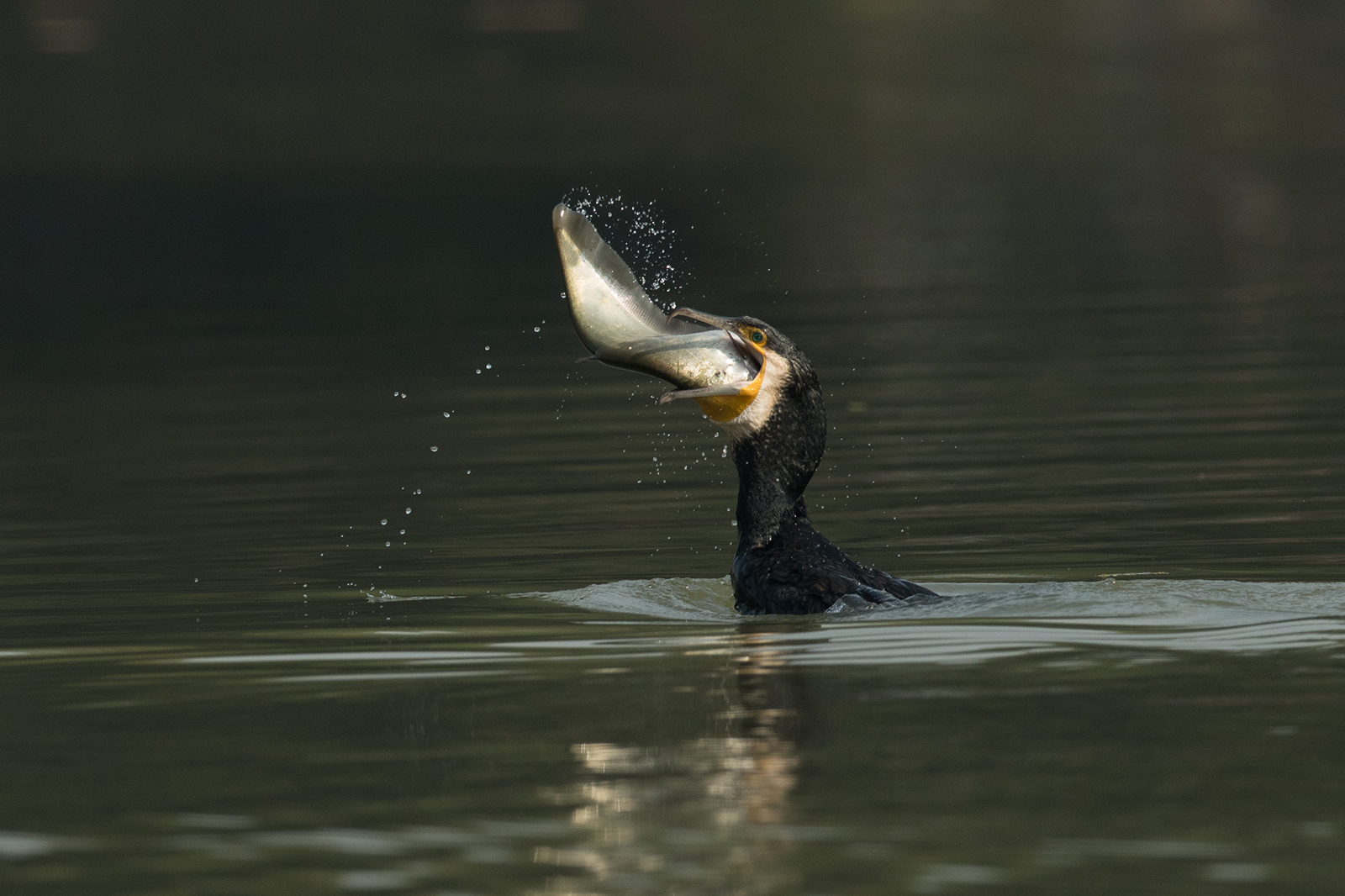
Un esemplare cerca di ingoiare un Notopterus notopterus nel Parco Nazionale di Keoladeo (India).

I pesci costituiscono la base essenziale dell'alimentazione dei cormorani, che passano tuttavia solo il 20% della loro giornata a pescare, di preferenza al mattino e all'inizio del pomeriggio: la ricerca del cibo cessa in genere molto prima del tramonto. Le battute di caccia vengono interrotte da frequenti pause, durante le quali i cormorani si riposano e, fermi su banchi di sabbia o di fango, scogli, dighe, aspettano che le penne si asciughino. Questi uccelli non dedicano molto tempo alla ricerca del cibo perché sono pescatori eccezionali: non sanno lanciarsi in picchiata dall'alto dentro l'acqua, ma afferrano la preda con una rapidità strabiliante. In Camargue, il ricercatore tedesco Hafner ha osservato che le battute di caccia duravano raramente più di 3 minuti. In 60 secondi, questo uccello riesce a ingurgitare fino a 30 grammi di pesce. Nuotando sulla superficie dell'acqua, vi affonda a più riprese la testa per scovare le prede. Poi si tuffa per un tempo che va da una trentina di secondi a un minuto sotto l'acqua, dove si sposta tenendo le ali strettamente aderenti al corpo: avanza grazie alla spinta delle zampe e dei piedi che hanno larghe membrane interdigitali. Nello stagno di Etourneau, nella regione meridionale francese della Camargue, Hefner ha osservato nel 1981 due di questi uccelli catturare ciascuno 8 carpe (circa 400 grammi in totale) in 10 immersioni, compiendo tutta l'operazione in non più di una decina di minuti.
Se la preda è grossa, il cormorano non la ingerisce immediatamente ma la estrae dall'acqua, poi la lancia in aria, quindi la afferra dalla parte della testa (le branchie e le pinne infatti potrebbero aprirsi in gola) e infine la inghiotte; oppure, giunto sulla terraferma, la fa a pezzi con il becco prima di mangiarla. A volte ha bisogno di un po' di tempo per ingurgitare il pesce, se questo è di grosse dimensioni. Può anche capitare che un uccello troppo vorace venga soffocato dall'enorme boccone: sono stati trovati diversi esemplari morti a causa della loro grande ingordigia. Il cormorano si dedica sia alla pesca solitaria, sia a battute di caccia in gruppo quando le prede sono particolarmente abbondanti: allora i pesci vengono circondati e sospinti verso la riva o un'insenatura così da poter essere catturati con maggiore facilità.
Il cormorano è un animale pigro: non gli piace perdere troppo tempo per cercare il cibo. Ingurgita tra i 400 e i 700 grammi di pesce al giorno, circa il 15-17% del suo peso, scegliendo in genere le prede più abbondanti e più facili da catturare nella sua zona di alimentazione. Gli studi condotti in ambiente marino hanno messo in evidenza che questa specie, pur cibandosi di numerose varietà di pesci, preferisce il merluzzo, il nasello, l'anguilla, l'aringa e le sarde. In acqua dolce il cormorano preda persici, pesci gatto, abramidi, lasche, cavedani, savette, tinche, trote e ogni altro pesce disponibile. Nei bacini artificiali, dove il pesce gatto abbonda, è questa la preda più ricercata anche perché facile da catturare.

#### Impatto ambientale
La grande voracità e la spiccata predilezione per i bacini d'allevamento del pesce hanno comportato in passato una forte pressione venatoria nei confronti del cormorano. Da tempo è specie protetta, tanto che in alcuni stati europei, tra cui l'Italia,  si è progressivamente manifestata negli ultimi decenni una colonizzazione graduale delle acque interne, a causa della saturazione numerica delle aree umide costiere conseguente al fortissimo incremento delle popolazioni. È quindi innegabile che, durante i mesi invernali laddove si concentrino in popolazioni numerose, le abitudini alimentari dei cormorani costituiscano una vera e propria piaga per le riserve ittiche dei corsi d'acqua dolce, in particolare medio-piccoli, sia per il prelievo diretto che per le lacerazioni provocate alla cute dei pesci che sfuggono ai loro attacchi ma muoiono di stenti nei giorni successivi.

### Riproduzione

#### Nidificazione
Le popolazioni marittime costruiscono il nido, fatto di alghe frammiste a detriti di vario genere, su isolotti rocciosi o nelle scarpate delle falesie, mentre i cormorani che nidificano nell'entroterra allestiscono il loro, fatto di rametti, sugli alberi e a volte nei canneti, a una distanza di 2 o 3 metri (ma anche 10 metri) dal suolo, in prossimità dei fiumi o degli specchi d'acqua in cui si nutrono. I diversi materiali con cui viene preparato il nido vengono raccolti e trasportati dal maschio, mentre la femmina si incarica della costruzione vera e propria; essa perfeziona la sua opera anche dopo la deposizione delle prime uova e vi lavora per tutto il periodo di allevamento dei piccoli. Lo stesso nido viene riutilizzato ogni anno divenendo a volte così voluminoso da raggiungere un metro sia in altezza, sia nel diametro di base; la coppa interna può essere larga 30-40 centimetri. Vi sono frequenti zuffe tra gli uccelli quando la colonia è molto popolata e i nidi sono attaccati l'uno all'altro.
L'attività sessuale comincia a volte nel cuore dell'inverno: in quest'epoca infatti hanno luogo i primi riti della parata nuziale, anche se è solo alla fine di febbraio, ma soprattutto in marzo e aprile, che l'attività sessuale è più intensa (i pulcini nasceranno tra aprile e luglio). Una delle manifestazioni più spettacolari di questo periodo è data dalla livrea nuziale: il piumaggio acquisisce sfumature brillanti con riflessi verdastri, color porpora o bronzei, a seconda dell'esposizione ai raggi del sole, con vistose macchie bianche sulle cosce; la livrea nuziale dei cormorani continentali si arricchisce, nello stesso periodo, di piume biancastre sulla testa e sul collo. La veste nuziale è effimera: lungo le coste bretoni, per esempio, essa è «indossata» al massimo un mese all'anno, come ha osservato l'ornitologo francese Marion.
Attratta dai richiami del maschio, la femmina si avvicina al prescelto, che allora ripiega a più riprese la testa all'indietro ed emette gridi rochi tenendo il becco semiaperto e le ali leggermente penzoloni. La femmina lo imita. Durante l'accoppiamento, il maschio tiene nel becco il collo e il becco della femmina. Poi gli uccelli si fanno reciprocamente toeletta. Durante la stagione degli amori le parate nuziali e gli accoppiamenti si susseguono e possono durare fino all'inizio dell'incubazione delle uova.

#### Ciclo vitale

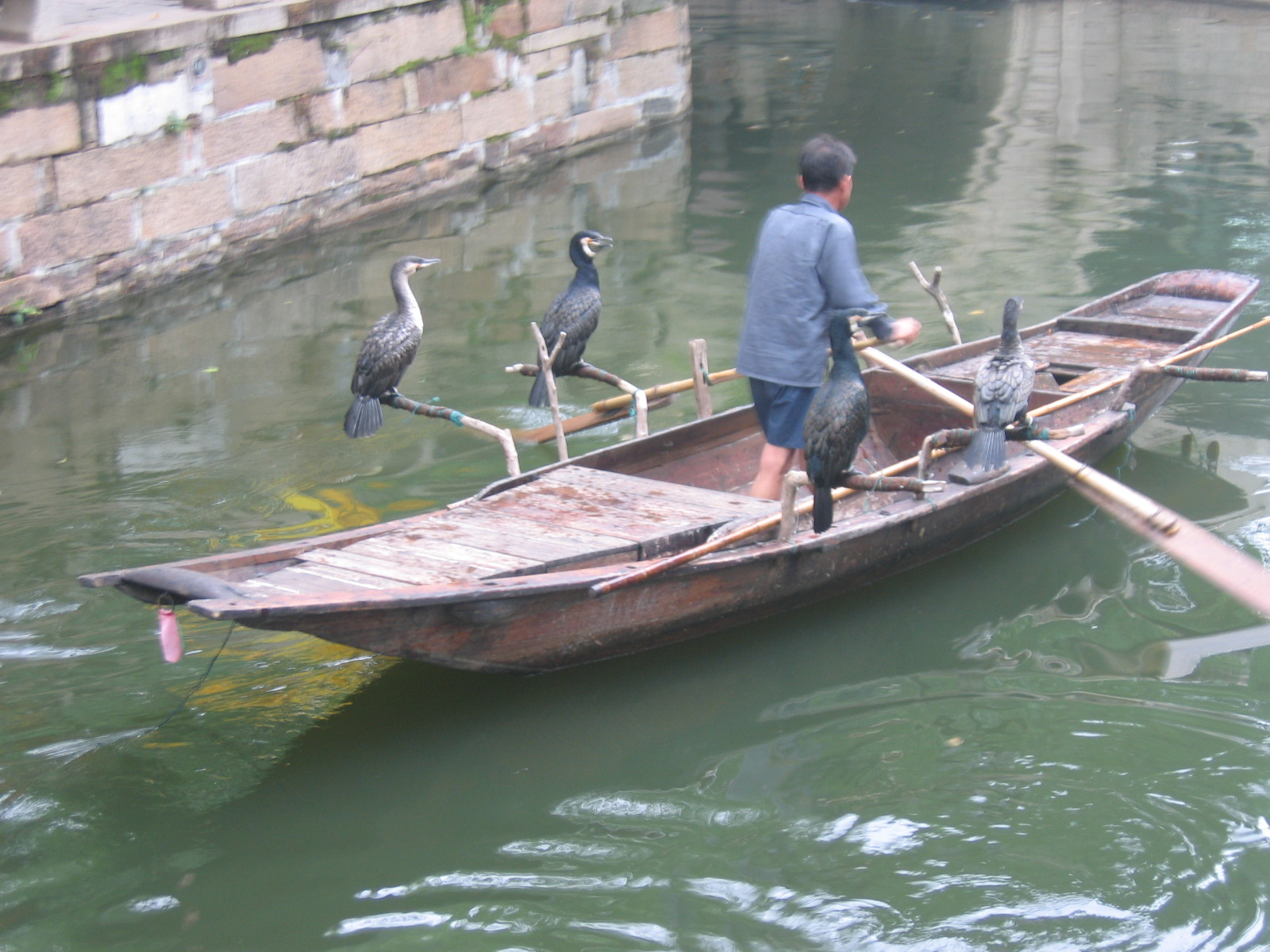
Pesca con il cormorano a Suzhou (Cina).

Le prime uova vengono deposte verso metà aprile e le ultime all'inizio del mese di giugno. Ogni femmina depone 3 o 4 uova (raramente 5 o 6), di colore azzurro pallido o verdastro. Lunghe e ovali (63 millimetri di lunghezza e 40 millimetri di larghezza al massimo), pesano in media 55 grammi e vengono deposte, una dopo l'altra, a intervalli di 2-3 giorni. L'incubazione, che dura da 28 a 31 giorni, inizia dalla deposizione del primo uovo: le schiuse risultano così scaglionate nel tempo e l'ultimo nato di una covata può rompere il guscio una decina di giorni dopo gli altri.
Alla nascita, i pulcini sono tenere palle di piumino biancastro con un collo sproporzionato. Per una quindicina di giorni le uova sono state covate un po' da un genitore e un po' dall'altro, in quanto i due partner si alternano nel nido e nella ricerca del cibo. I turni di incubazione hanno durata variabile, tra i suliformi, a seconda dell'ambiente naturale e delle singole specie. Quando uno dei partner torna al nido per sostituirsi alla cova, spesso effettua una parata di saluto per farsi riconoscere e per rafforzare i legami della coppia. Se il compagno non vuole abbandonare la covata, può accadere che l'uccello appena arrivato cerchi di spingerlo gentilmente fuori dal nido. Quando un uovo si schiude, il guscio viene tolto dal nido da uno dei due adulti. Una nuova deposizione può aver luogo, in luglio o in agosto, se le uova della prima covata sono andate distrutte.
L'allevamento dei giovani mette a dura prova gli adulti, che sono costretti a placare di continuo la fame di una prole molto vorace. Il padre e la madre si alternano coscienziosamente per nutrire ogni pulcino in media due volte al giorno. Quando l'adulto raggiunge la piattaforma del nido, si avvicina al piccolo che vuol sfamare e apre il becco: il pulcino infila allora completamente la testa nel gozzo per prendere il cibo, un impasto biancastro di carne di pesce predigerito.
Il piccolo è in grado di compiere il primo volo quando ha circa 50 giorni, ma ritorna regolarmente al nido per venir nutrito per oltre un mese. Trascorso questo periodo, i giovani cormorani divengono indipendenti. Il piumaggio a questo punto ha assunto un colore bruno scuro, mentre il ventre è biancastro: resterà così nei primi 3 anni di vita. La maturità sessuale viene raggiunta solo verso i 4-5 anni, molto raramente intorno ai 3 anni. Ciò non impedisce al giovane di cercare di accoppiarsi anche prima di avere raggiunto l'età adatta, ma i suoi tentativi sono destinati all'insuccesso.
Una volta emancipati, i giovani cormorani cominciano a vagabondare, a partire da giugno e luglio, fino a quando avrà inizio la migrazione verso il Sud all'arrivo dell'autunno. I cormorani sono erratici fino al raggiungimento della maturità sessuale e, d'estate, si spostano lungo le coste o nelle zone umide dell'interno, a volte molto lontano dal luogo dove sono nati.

## Distribuzione e habitat

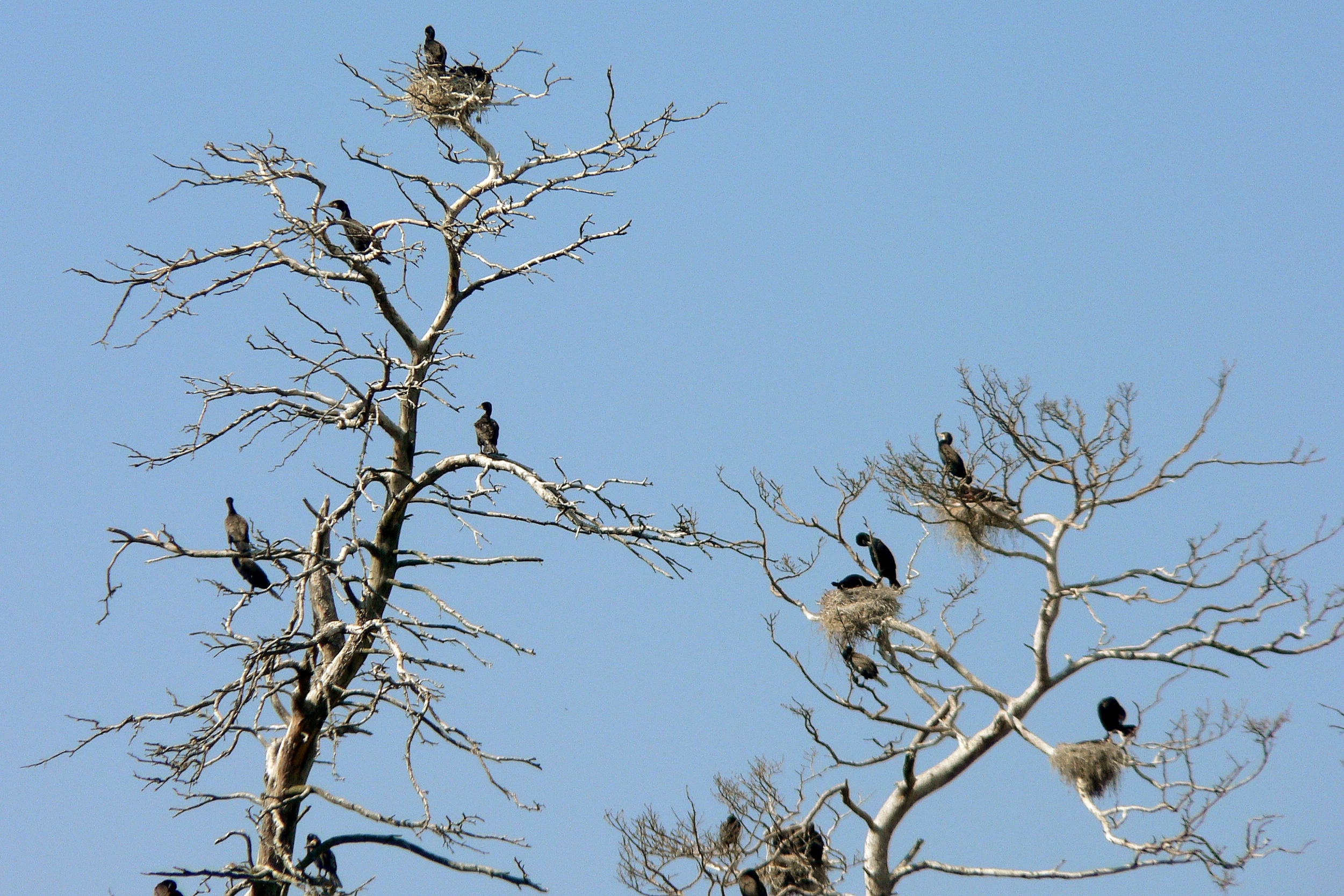
Una colonia a Juodkrantė (Lituania).

Animale soprattutto acquatico, legato per lo più alle acque a un tempo salate e fresche, il cormorano comune vive in tutti i continenti tranne che nell'America meridionale. Nidifica nell'estremo Nord-est degli Stati Uniti, a Terranova e in Groenlandia; in Europa, dalla Norvegia settentrionale al bacino del Mediterraneo. Nel continente africano abita le coste mediterranee e atlantiche fino in Mauritania ed è molto diffuso nell'Africa australe. In Asia, è presente fino in India e in Cina; in Giappone, solo l'isola di Honshū ospita una sua sottospecie. Altrove, lo si incontra nell'Africa orientale e nel Sud-est asiatico. Un'altra sottospecie abita in Australia, Tasmania, Nuova Zelanda e nelle isole Chatham. Le popolazioni nordiche (Europa, America settentrionale, Groenlandia, Islanda) sono le meno sedentarie e migrano, per svernare, fino a oltre il 40º parallelo. Nel XX secolo questa distribuzione ha subito grandi cambiamenti, soprattutto nelle terre interne, a causa, da un lato, della persecuzione di cui questi uccelli sono stati vittime da parte dei pescatori e, dall'altro, dalla trasformazione di alcuni habitat. Nell'Europa occidentale, il cormorano comune vive soprattutto sulle coste, mentre, più a est e nei Paesi Bassi, popolazioni nordiche nidificano nelle vicinanze di grandi distese di acque interne. La sola grande colonia di cormorani comuni degna di segnalazione in Germania si trova nella Pomerania occidentale. In Francia, le popolazioni si riproducono sulle isole e le falesie di Normandia, Piccardia e Bretagna, e più recentemente, ma in modo modesto, all'interno: sul lago di Grand-Lieu (Vandea), in Piccardia e nel Cher.
Un tempo le colonie nidificanti in Italia si trovavano in Sardegna e Vallesanta (FE), mentre oggi si annoverano nidificazioni in molte aree del territorio nazionale. Luoghi di passo e di svernamento sono ormai tutte le acque interne, le coste, gli stagni costieri, le valli da pesca, ecc., dal livello del mare fino alla media montagna, con particolare concentrazione nel Delta del Po e nelle lagune venete.
Questi uccelli, che preferiscono i mari riparati, evitano le acque profonde anche prossime alla terraferma e si allontanano raramente dalle rive: si possono vedere sui laghi, i bacini, i delta, gli estuari, i grandi corsi d'acqua, in genere quando la corrente è debole, più di rado se si tratta di torrenti. I cormorani trascorrono molto tempo a terra, appollaiati su scogli, falesie, banchi di sabbia, sbarramenti naturali e artificiali (dighe), relitti di navi, pali o alberi (preferibilmente i più spogli). I posatoi hanno in comune la vicinanza con l'acqua e la lontananza da ogni elemento perturbatore. Poiché sono animali gregari, i cormorani hanno bisogno di luoghi che garantiscano assoluta sicurezza, siano essi scogli, isolotti o campi con boschetti, oppure alte foreste situate a qualche chilometro dal mare. E l'habitat prescelto dalle colonie può anche trovarsi a grande altitudine, visto che questi uccelli possono compiere voli ad alta quota percorrendo lunghe distanze. I ricercatori Ali e Ripley, nel 1968, hanno avvistato degli stormi di cormorani a 3450 metri nel Kashmir e a 2000 metri in Armenia.
I gabbiani volano spesso nelle vicinanze del cormorano comune perché si nutrono in modo indiretto dei frutti della sua pesca. Infatti, se viene disturbato nel corso della digestione, il cormorano rigurgita facilmente il contenuto del suo stomaco prima di fuggire: le parti della preda meno digeribili, come le spine e le squame, sono avvolte in una specie di sacca di muco rosso prodotto dalle pareti dello stomaco. Ed è proprio su questo bocconcino prelibato che i gabbiani si gettano in picchiata. I cormorani comuni vivono anche accanto ad altre specie di cormorani senza che con queste vi sia una vera concorrenza alimentare: infatti le loro prede sono più grosse e non interessano molto i potenziali rivali. Alcune sottospecie del cormorano comune si installano spesso, per nidificare, vicino a colonie di uccelli d'altre specie, per esempio spatole, garzette e soprattutto aironi cinerini: un esempio è dato dalle migliaia di coppie di Phalacrocorax carbo maroccanus stanziate intorno al banco di Arguin, in Mauritania, un'oasi faunistica di primaria importanza, dove numerose specie convivono a stretto contatto.

## Tassonomia
Attualmente ne vengono riconosciute cinque sottospecie:
- P. c. carbo (Linnaeus, 1758), diffusa nelle regioni nord-orientali dell'America Settentrionale (dal golfo di San Lorenzo al Maine), attraverso la Groenlandia sud-occidentale e l'Islanda, fino alla Norvegia, alla Russia nord-occidentale (penisola di Kola) e alle isole britanniche; sverna negli Stati Uniti sud-orientali, nell'Europa meridionale e nell'Africa settentrionale;
- P. c. sinensis (Staunton, 1796), diffusa nell'Europa centrale e meridionale e, in maniera molto discontinua, in gran parte dell'Asia centrale, fino all'Estremo Oriente russo, all'India e alla Cina; sverna in Africa e nel Sud-est asiatico;
- P. c. hanedae Nagamichi Kuroda, 1925, diffusa in Giappone;
- P. c. maroccanus Hartert, 1906, diffusa nell'Africa nord-occidentale dal Marocco alla Mauritania;
- P. c. novaehollandiae Stephens, 1826, diffusa in Australia, Tasmania, Nuova Zelanda e isole Chatham; recentemente sono state segnalate colonie riproduttive anche in Nuova Caledonia (Grande Terre) e nelle Salomone (Rennell).

Alcuni studiosi portano il totale delle sottospecie a sei, in quanto considerano una semplice sottospecie del cormorano comune il cormorano pettobianco (Phalacrocorax lucidus), diffuso lungo le coste dell'Africa occidentale e meridionale e nell'entroterra dell'Africa orientale.